# Guldbrikken
Guldbrikken er en dansk kritikerpris, der uddeles til bræt- og kortspil, som udkommer i Danmark. Prisen er siden 2009 blevet uddelt i en række kategorier.

## 2009
I 2009 var der fire priser: Årets Børnespil, Årets Familiespil, Årets Voksenspil og Årets Jurypris.
| Pris              | Vinder         | Øvrige nominerede                           |
| ----------------- | -------------- | ------------------------------------------- |
| Årets Børnespil   | Klickado       | Road Block, Roqfort                         |
| Årets Familiespil | Bezzerwizzer + | A-Å, Pixo                                   |
| Årets Voksenspil  | Kaleidoscope   | Opus-Dei: Existence After Religion, WiseMan |
| Årets Jurypris    | Dominion       | ingen                                       |

## 2010
I 2010 var der fire priser: Årets Børnespil, Årets Familiespil, Årets Voksenspil og Juryens Specialpris.
| Pris                | Vinder      | Øvrige nominerede                                                             |
| ------------------- | ----------- | ----------------------------------------------------------------------------- |
| Årets Børnespil     | Woolfy      | Bisous Dodo, Magilabyrinten, Smart Car                                        |
| Årets Familiespil   | Minotaurus  | Carcassonne - New World, Avalam, Creationary                                  |
| Årets Voksenspil    | EGO         | Cranium – voksenudgaven, Trivial Pursuit - Bet You Know It, Wild West Express |
| Juryens Specialpris | Small World | ingen                                                                         |

## 2011
I 2011 var der seks priser: Årets Børnespil, Årets Familiespil, Årets Voksenspil, Årets Hovedbrud, Juryens Specialpris og Juryens Digitale Specialpris.
| Pris                         | Vinder                        | Øvrige nominerede                 |
| ---------------------------- | ----------------------------- | --------------------------------- |
| Årets Børnespil              | LEGO Heroica Fortaan          | Geister Mühle, Busytown, Bizaroid |
| Årets Familiespil            | Mondo                         | Dixit, Ubongo, Ponder             |
| Årets Voksenspil             | 7 Wonders                     | Konsensus, Repello, Monte Cristo  |
| Årets Hovedbrud              | Troy: Extra Muros             | Penguins on Ice                   |
| Juryens Specialpris          | Dixit Odyssey                 | ingen                             |
| Juryens Digitale Specialpris | Ticket to Ride (iPad-version) | ingen                             |

## 2012
I 2012 var der seks priser: Årets Børnespil, Årets Familiespil, Årets Voksenspil, Årets Hovedbrud, Juryens Specialpris og Juryens Digitale Specialpris.
| Pris                         | Vinder                                           | Øvrige nominerede                                   |
| ---------------------------- | ------------------------------------------------ | --------------------------------------------------- |
| Årets Børnespil              | Tactilo Loto                                     | Mister Monster, Octopus, Skæg med Bogstaver-spillet |
| Årets Familiespil            | A la Carte                                       | Bananagrams, Hotel Mystery, Pirates!                |
| Årets Voksenspil             | Africana                                         | Fresko, Paris Connection, Uluru                     |
| Årets Hovedbrud              | Tilt (annulleret)                                | SWISH, Bend It, Bill & Betty Bricks                 |
| Juryens Specialpris          | Lords of Waterdeep                               | ingen                                               |
| Juryens Digitale Specialpris | Magic 2013: Duel of the Planeswalkers (til iPad) | ingen                                               |

## 2013
I 2013 var der syv priser: Årets Børnespil, Årets Familiespil, Årets Voksenspil, Årets Selskabsspil, Årets Hovedbrud, Juryens Specialpris og Juryens Digitale Specialpris.
| Pris                         | Vinder                         | Øvrige nominerede                            |
| ---------------------------- | ------------------------------ | -------------------------------------------- |
| Årets Børnespil              | Simsala Hopp                   | De Små Drageriddere, Ghost Tower, Tombalo    |
| Årets Familiespil            | King of Tokyo                  | La Boca, Qwirkle, Roskis                     |
| Årets Voksenspil             | Tobago                         | Enigma, Qin, Star Wars: X-wing               |
| Årets Selskabsspil           | More or Less                   | Quizmysteriet, EGO Pictures, Ik' Så Klodset! |
| Årets Hovedbrud              | Bunny Boo                      | Perplexus Epic                               |
| Juryens Specialpris          | The Resistance: Avalon         | ingen                                        |
| Juryens Digitale Specialpris | Stone Age (til iPhone og iPad) | ingen                                        |

## 2014
I 2014 var der seks priser: Årets Børnespil, Årets Familiespil, Årets Voksenspil, Årets Selskabsspil, Juryens Specialpris og Juryens Digitale Specialpris.
| Pris                         | Vinder                           | Øvrige nominerede                                        |
| ---------------------------- | -------------------------------- | -------------------------------------------------------- |
| Årets Børnespil              | Croassimo - Frøernes Dam         | Settlers of Catan Junior, Magic Tower, Coco Loco         |
| Årets Familiespil            | Love Letter                      | Augustus, Manno Monster, Camel Up                        |
| Årets Voksenspil             | Caverna: Cave Farmers            | KLASK, Hanabi, Imperium                                  |
| Årets Selskabsspil           | Ordet Fanger!                    | More or Less 2, Right or Wrong, HINT                     |
| Juryens Specialpris          | KLASK                            | Robinson Crusoe: Adventures on The Cursed Island, Hanabi |
| Juryens Digitale Specialpris | Hearthstone (til iPhone og iPad) | ingen                                                    |

## 2015
I 2015 var der fem priser: Årets Børnespil, Årets Familiespil, Årets Voksenspil, Årets Selskabsspil og Juryens Specialpris. Juryens Digitale Specialpris udgik. Vinderne afsløredes 27. september 2015 i DR Byen.
| Pris                | Vinder                     | Øvrige nominerede                                       |
| ------------------- | -------------------------- | ------------------------------------------------------- |
| Årets Børnespil     | Drage-Rally                | Børne Alias, Mucca Pazza, Monster Factory               |
| Årets Familiespil   | Splendor                   | Colt Express, Machi Koro, Takenoko                      |
| Årets Voksenspil    | Castles of Mad King Ludwig | Pandemia (Pandemic), Adventure Tours, Cacao             |
| Årets Selskabsspil  | Spyfall                    | Sheriff of Nottingham, Familie EGO, Det Dårlige Selskab |
| Juryens Specialpris | Pandemia (Pandemic)        | Ingen nominerede                                        |

## 2016
I 2016 var der igen fem priser: Årets Børnespil, Årets Familiespil, Årets Voksenspil, Årets Selskabsspil og Juryens Specialpris. Vinderne afsløredes 24. september 2016 under Copenhagen Comic Con i Bella Center. 
| Pris                | Vinder                   | Øvrige nominerede                    |
| ------------------- | ------------------------ | ------------------------------------ |
| Årets Børnespil     | Ravnerok                 | Stone Age Junior, Zoobaloo, Leo      |
| Årets Familiespil   | Flick 'em Up!            | Super Rhino, Noa, Animouv            |
| Årets Voksenspil    | Codenames                | Port Royal, 13 Days, Quadropolis     |
| Årets Selskabsspil  | Skæg & Skøre Briller     | Cortex Challenge, Plingo, Talhøvding |
| Juryens Specialpris | Pandemic Legacy:Season 1 | Ingen nominerede                     |

## 2017
I 2017 var der fem priser: Årets Børnespil, Årets Familiespil, Årets Voksenspil, Årets Selskabsspil og Juryens Specialpris. Vinderne blev afsløret 24. september 2017 på Bastard Café i København.
| Pris                | Vinder                         | Øvrige nominerede                              |
| ------------------- | ------------------------------ | ---------------------------------------------- |
| Årets Børnespil     | Ticket to Ride - First Journey | Ramasjang Rally, Lillestorm på Besøg, Ice Cool |
| Årets Familiespil   | Kingdomino                     | Kuna Yala - Fiskestimer, Tokaido, Patchwork    |
| Årets Voksenspil    | Flamme Rouge                   | Unlock!, Honshu, Guilds                        |
| Årets Selskabsspil  | Sig Det Videre!                | BANG!, Det Røde Hint, Imagine                  |
| Juryens Specialpris | Captain Sonar                  | Ingen nominerede                               |

## 2018
I 2018 var der seks priser: Årets Børnespil, Årets Familiespil, Årets Voksenspil, Årets Selskabsspil, Årets Kenderspil og Juryens Specialpris. Vinderne blev afsløret 12. oktober 2018 på Bastard Café i København under Københavns Spilfestival 2018.
| Pris                | Vinder                               | Øvrige nominerede                                             |
| ------------------- | ------------------------------------ | ------------------------------------------------------------- |
| Årets Børnespil     | Cirkus Topito                        | Cirkus Topito, Gold Fever, Smartgames Jump In, Tabt og Fundet |
| Årets Familiespil   | Magic Maze                           | Magic Maze, Majesty: For the Realm, WonderZoo, Fantastic Park |
| Årets Voksenspil    | Azul                                 | Photosynthesis, Azul, Rise of the Necromancers, Santa Maria   |
| Årets Selskabsspil  | The Mind                             | The Mind, Resistance: Avalon, EXIT-serien, When I Dream       |
| Juryens Specialpris | The Mind                             | Ingen nominerede                                              |
| Årets Kenderspil    | Terraforming Mars + udvidelsespakker | Ingen nominerede                                              |

## 2019
I 2019 var der seks priser: Årets Børnespil, Årets Familiespil, Årets Voksenspil, Årets Selskabsspil, Årets Kenderspil og Juryens Specialpris. Vinderne blev afsløret 20. oktober 2019 på Absalon i København.
| Pris                | Vinder                    | Øvrige nominerede                         |
| ------------------- | ------------------------- | ----------------------------------------- |
| Årets Børnespil     | Rhino Hero: Super Battle  | Octopus, Speedy Beedy, Dragernes Skat     |
| Årets Familiespil   | Cøpenhagen                | Vikingernes Dal, Combo Color, HINT Junior |
| Årets Voksenspil    | The Quacks of Quedlinburg | Planet, Amul, Ganz Schön Clever           |
| Årets Selskabsspil  | Decrypto                  | No Shit Sherlock, Illusion, Doodle Doo    |
| Juryens Specialpris | Chronicles of Crime       | Ingen nominerede                          |
| Årets Kenderspil    | Keyforge                  | Ingen nominerede                          |

## 2020
I 2020 var der seks priser: Årets Børnespil, Årets Familiespil, Årets Voksenspil, Årets Selskabsspil, Årets Kenderspil og Juryens Specialpris. 
Vinderne blev afsløret fra 22. september til 27. september 2020 via Facebook, Youtube og websiden. 
Planlagt prisoverrækkelse i Absalon blev aflyst pga. Corona-restriktioner. 
| Pris                | Vinder                       | Øvrige nominerede                                     |
| ------------------- | ---------------------------- | ----------------------------------------------------- |
| Årets Børnespil     | Rampelys Slammer             | Swip'Sheep, Kitty Cat, Candy Monsters                 |
| Årets Familiespil   | Arctic Race                  | Quest for El Dorado, Monster Monster!, Den Forbudte Ø |
| Årets Voksenspil    | The Crew                     | Wingspan, 50 Clues, Power Grid: Recharged             |
| Årets Selskabsspil  | Just One                     | Sludder, Detective Club, Kluster                      |
| Juryens Specialpris | 50 Clues: Leopold-trilogien  | Ingen nominerede                                      |
| Årets Kenderspil    | Gloomhaven: Jaws of the Lion | Ingen nominerede                                      |

## 2021
I 2021 var der seks priser: Årets Børnespil, Årets Familiespil, Årets Voksenspil, Årets Selskabsspil, Årets Kenderspil og Juryens Specialpris. 
Vinderne blev afsløret fra 3. oktober i Folkehuset Absalon.  
| Pris                | Vinder                 | Øvrige nominerede                                        |
| ------------------- | ---------------------- | -------------------------------------------------------- |
| Årets Børnespil     | Froggit                | Grabbit, Box Monster, Mr. Wolf                           |
| Årets Familiespil   | Sonar Family           | Zombie Kidz Evolution, Twin It!, Sushi Go!               |
| Årets Voksenspil    | My City                | Nidavellir, Trails of Tucana, Chronicles of Crime        |
| Årets Selskabsspil  | Wavelength             | Bezzerwizzer Timeline, Survivors of Hellapagos, Pictures |
| Juryens Specialpris | MicroMacro: Crime City | Ingen nominerede                                         |
| Årets Kenderspil    | Beyond the Sun         | Ingen nominerede                                         |

## 2022
I 2022 var der seks priser: Årets Børnespil, Årets Familiespil, Årets Voksenspil, Årets Selskabsspil, Årets Kenderspil og Juryens Specialpris. 
Vinderne bliver afsløret 25. september i Folkehuset Absalon.  
| Pris                | Vinder                           | Øvrige nominerede                                                |
| ------------------- | -------------------------------- | ---------------------------------------------------------------- |
| Årets Børnespil     | Pin Pon!                         | Unlock! Kids: Detektiv Historier, Den Magiske Skov, Verdens Børn |
| Årets Familiespil   | 7 Wonders: Architects            | Biotopia, Kingdomino: Origins, Sagrada                           |
| Årets Voksenspil    | Living Forest                    | Partners Duo, Paleo, Get on Board!                               |
| Årets Selskabsspil  | Insider                          | LÆST, Hidden Games, Trial by Trolley                             |
| Juryens Specialpris | Unlock! Kids: Detektiv Historier | Ingen nominerede                                                 |
| Årets Kenderspil    | Ark Nova                         | Ingen nominerede                                                 |

## 2023
I 2023 var der seks priser: Årets Børnespil, Årets Familiespil, Årets Voksenspil, Årets Selskabsspil, Årets Kenderspil og Juryens Specialpris. 
Vinderne blev afsløret 24. september i Folkehuset Absalon.  
| Pris                | Vinder                   | Øvrige nominerede                                                                   |
| ------------------- | ------------------------ | ----------------------------------------------------------------------------------- |
| Årets Børnespil     | Gå på Planken!           | Golden Train, Mia London og sagen om de 625 slyngler, Sallys Far: Bandekassespillet |
| Årets Familiespil   | SETUP                    | Point Salad, Cascadia, King of Monster Island                                       |
| Årets Voksenspil    | Heat: Pedal to the Metal | Starship Captains, Splendor Duels, Mindbug                                          |
| Årets Selskabsspil  | Hard to Get              | Flick Racers, Confident?, Quizzone Hvem Ved?                                        |
| Juryens Specialpris | Heltene fra Avadore      | Ingen nominerede                                                                    |
| Årets Kenderspil    | Cat in the Box           | Ingen nominerede                                                                    |

## 2024
I 2024 var der seks priser: Årets Børnespil, Årets Familiespil, Årets Voksenspil, Årets Selskabsspil, Årets Kenderspil og Juryens Specialpris. 
Vinderne blev afsløret 22. september i Folkehuset Absalon.
| Pris                | Vinder           | Øvrige nominerede                                   |
| ------------------- | ---------------- | --------------------------------------------------- |
| Årets Børnespil     | Piratrix         | Exit Kids: Gådernes Jungle, Fish’n’Shark og Bastard |
| Årets Familiespil   | Scout            | Lego Monkey Palace, Trio og Dorfromantik            |
| Årets Voksenspil    | Forest Shuffle   | Unmatched: Tales to Amaze, Wyrmspan og Harmonies    |
| Årets Selskabsspil  | Hitster          | Cheese Thief, Prey Another Day og Herd Mentality    |
| Juryens Specialpris | Noobs in Space   | Ingen nominerede                                    |
| Årets Kenderspil    | The White Castle | Ingen nominerede                                    |

## 2025
I 2025 var der seks priser: Årets Børnespil, Årets Familiespil, Årets Voksenspil, Årets Selskabsspil, Årets Kenderspil og Juryens Specialpris. 
Vinderne blev afsløret i slutningen af juni.   
| Pris                | Vinder                       | Øvrige nominerede                                                          |
| ------------------- | ---------------------------- | -------------------------------------------------------------------------- |
| Årets Børnespil     | Cascadia Junior              | Bug It!, Memo Lunch, Cirkus Dyr                                            |
| Årets Familiespil   | Brick Like This!             | Similo, Harmonies, Cabanga!                                                |
| Årets Voksenspil    | Everdell                     | Faraway, SOS: Seas of Strife, The Lord of the Rings: Duel for Middle-Earth |
| Årets Selskabsspil  | The Gang                     | The Vibe, Top 10, That's Not A Hat                                         |
| Juryens Specialpris | Bomb Busters                 | Ingen nominerede                                                           |
| Årets Ekspertspil   | Great Western Trail: El Paso | Ingen nominerede                                                           |